# Luxiaria biafaria
Luxiaria biafaria är en fjärilsart som beskrevs av Carl Plötz 1880. Luxiaria biafaria ingår i släktet Luxiaria och familjen mätare. Inga underarter finns listade i Catalogue of Life.